# Sladaja
Sladaja es un pueblo ubicado en la municipalidad de Despotovac, en el distrito de Pomoravlje, Serbia.

## Superficie
Posee una superficie de 30,26 kilómetros cuadrados.

## Demografía
Hasta 2011 la población era de 691 habitantes, con una densidad de población de 22,83 habitantes por kilómetro cuadrado.